# David Bentley
David Michael Bentley (n. Peterborough, Reino Unido, el 27 de agosto de 1984) es un exfutbolista inglés que jugaba como centrocampista y su último club fue el Tottenham Hotspurs. Jugó en la selección de fútbol de Inglaterra.

## Trayectoria
Bentley comenzó su carrera en el Arsenal, y a pesar de ser marcado como una de las futuras promesas, vio sus oportunidades limitadas por el nivel del resto de los jugadores del equipo. Pasó dos temporadas a préstamo en el Norwich City y en el Blacburn Rovers y fue finalmente vendido al Blackburn en enero de 2006. Bentley tuvo buenos partidos en su nuevo equipo, y finalmente fue convocado regularmente para la selección de fútbol de Inglaterra sub-21. Debutó internacionalmente con la selección mayor en un partido contra Israel en septiembre de 2007. En julio de 2008 fue transferido al Tottenham.
En el Tottenham se vio obligado a irse ya que no jugaba por la lesión que lo apartó de los terrenos de juego durante 5 meses. El equipo dueño de su pase decidió darlo a préstamo al Leicester de la segunda categoría del fútbol inglés quien llegó a esa institución y no sumó minutos, rápidamente fue cedido al Birmingham City hasta fin de la temporada.
El 7 de septiembre de 2012, Bentley fue cedido nuevamente, esta vez al FC Rostov de la Liga Premier de Rusia.
El 13 de junio de 2014, Pese a su juventud ha decidido colgar las botas. El propio exjugador del Arsenal, Blackburn y Tottenham , entre otros, lo ha anunciado en Sky Sports. "El fútbol se ha vuelto aburrido, todo está calculado. Podría firmar por unos cuantos clubes durante cuatro o cinco años más, pero esto no es para mí" dijo en directo antes de romper a llorar.

## Selección nacional
Ha sido internacional con la selección de fútbol de Inglaterra y ha jugado 7 partidos internacionales.

## Clubes
| Club              | País       | Año       |
| ----------------- | ---------- | --------- |
| Arsenal FC        | Inglaterra | 2001-2006 |
| Norwich City      | Inglaterra | 2004-2005 |
| Blackburn Rovers  | Inglaterra | 2005-2013 |
| Tottenham Hotspur | Inglaterra | 2008-2010 |
| Birmingham City   | Inglaterra | 2011      |
| West Ham United   | Inglaterra | 2011      |
| FC Rostov         | Rusia      | 2012      |
| Tottenham Hotspur | Inglaterra | 2013-2014 |